# Аямонте
Аямонте (ісп. Ayamonte) — муніципалітет в Іспанії, у складі автономної спільноти Андалусія, у провінції Уельва. Населення — 20 597 осіб (2010).

## Географія
Муніципалітет розташований на португальсько-іспанському кордоні.
Муніципалітет розташований на відстані близько 480 км на південний захід від Мадрида, 40 км на захід від Уельви.
На території муніципалітету розташовані такі населені пункти: (дані про населення за 2010 рік)
- Аямонте: 17002 особи
- Фонтанілья: 470 осіб
- Фотеа: 154 особи
- Ісла-де-Канела: 282 особи
- Ісла-дель-Мораль: 1028 осіб
- Посо-дель-Каміно: 761 особа
- Санта-Клара: 6 осіб
- Плая-Ісла-де-Канела: 585 осіб
- Вілья-Антонія: 309 осіб

## Демографія
Динаміка населення (INE ):

## Галерея зображень

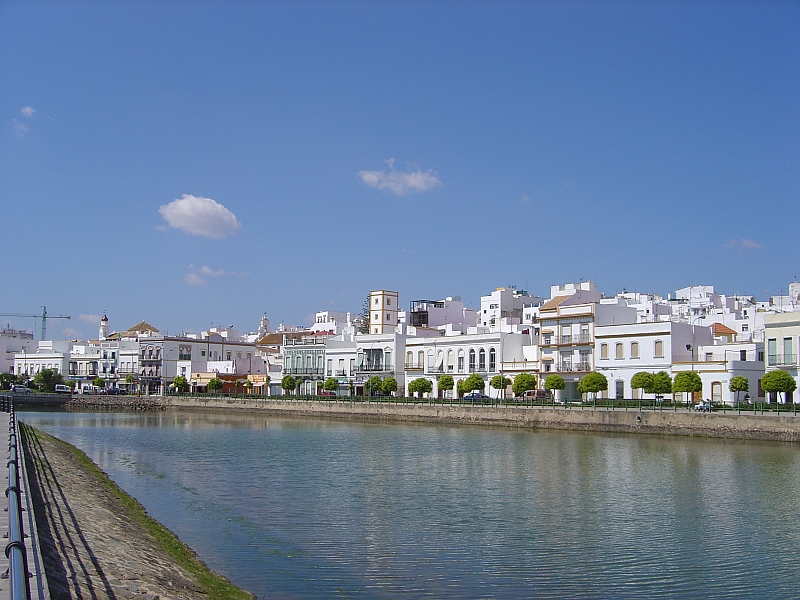
Аямонте
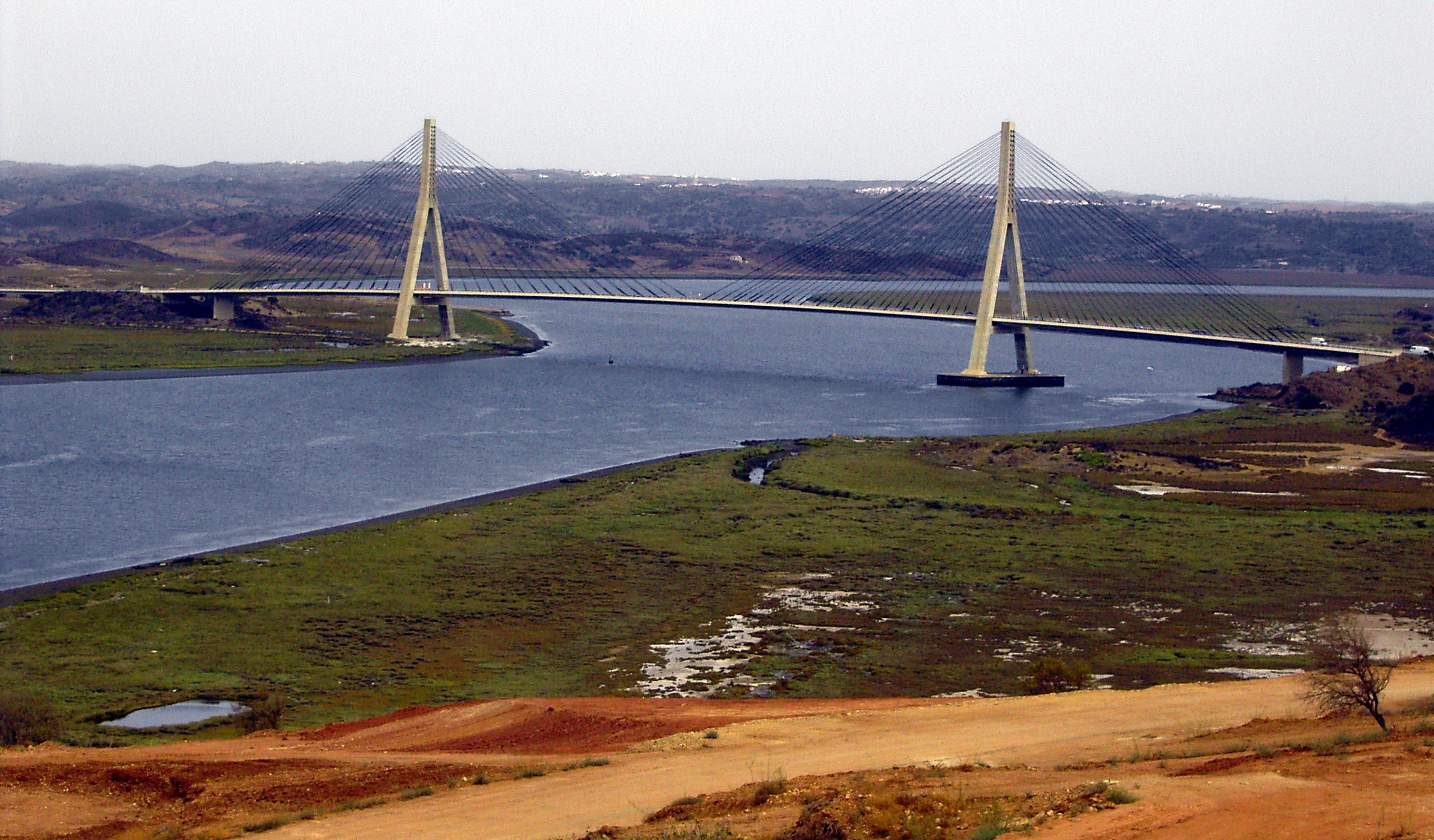
Міст через річку Гвадіана
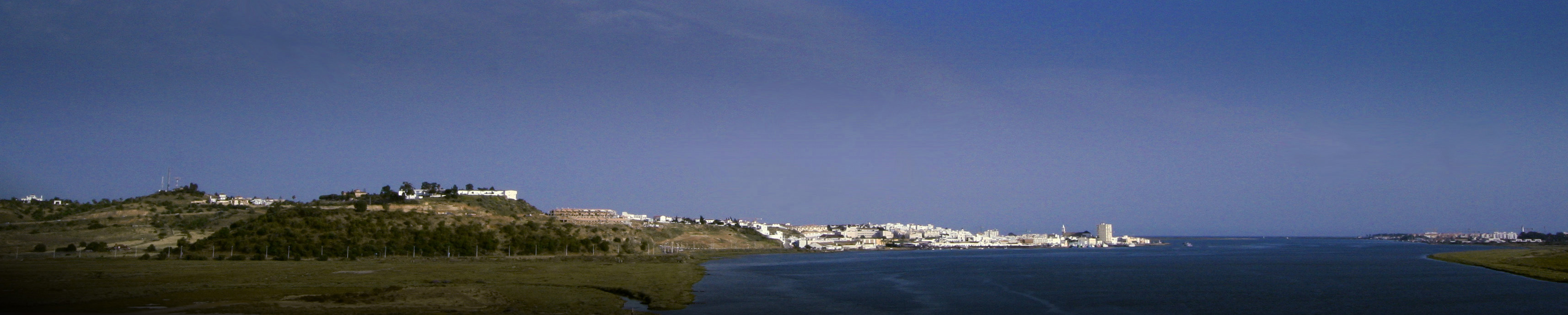
Аямонте. Гирло річки Гвадіана
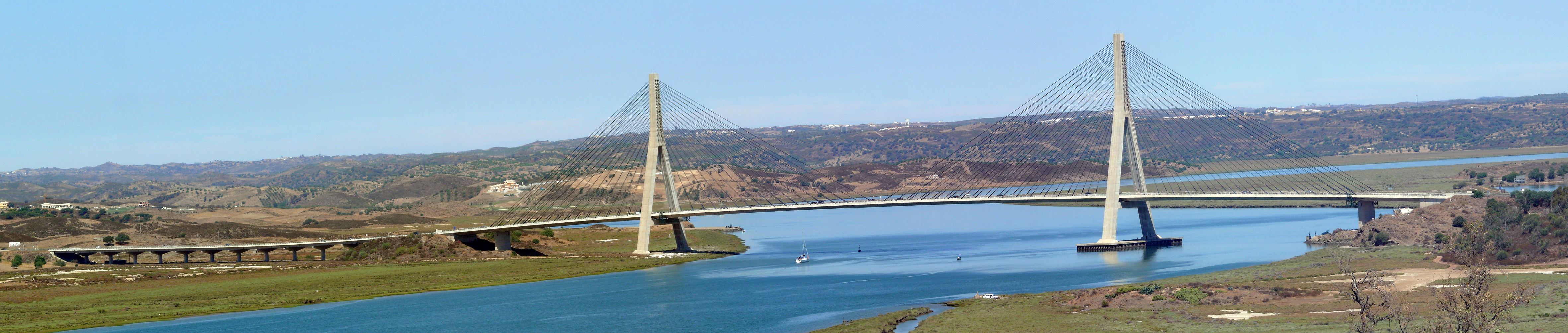
Панорама мосту через Гвадіану, Аямонте
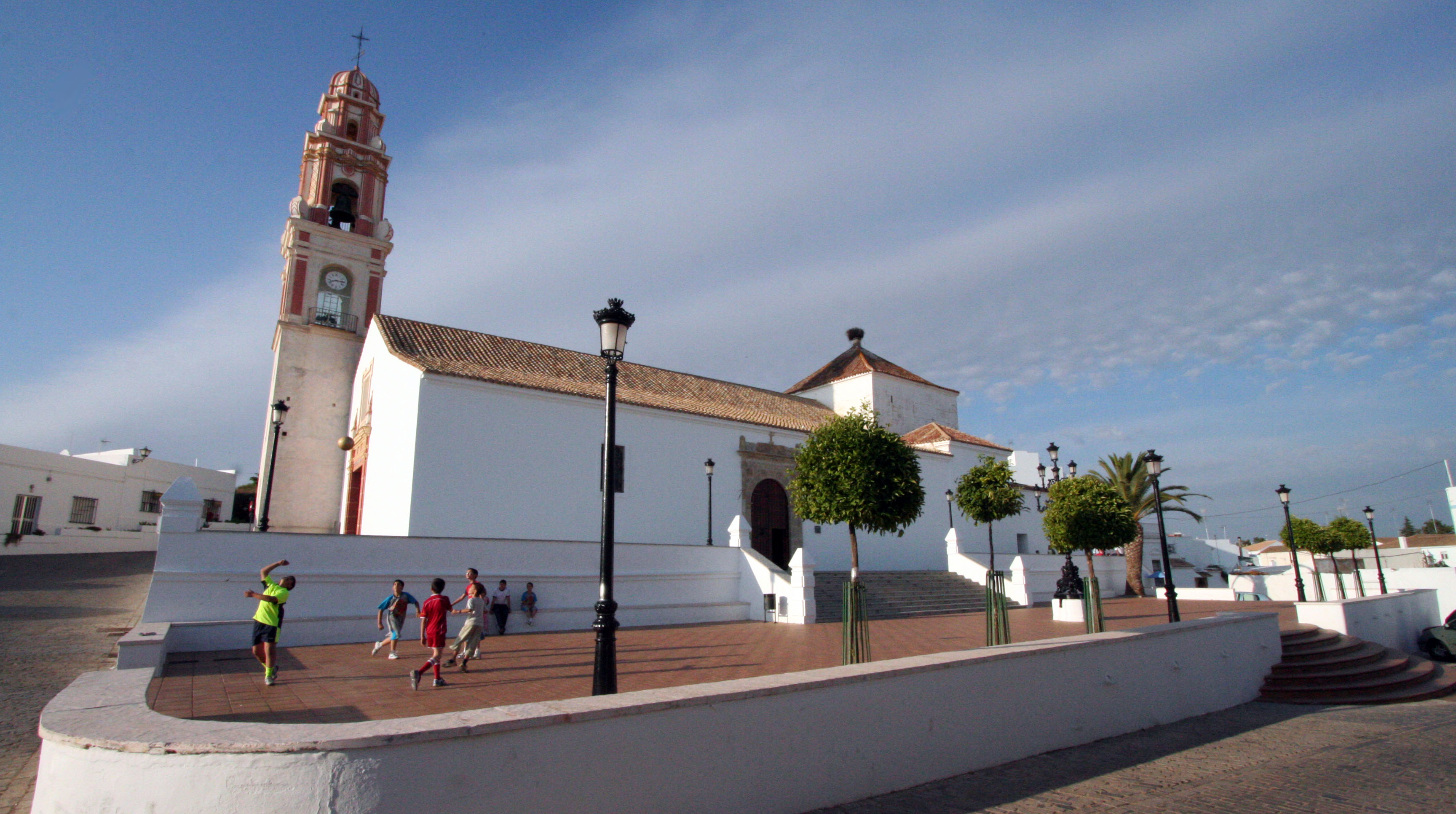
Парафіяльна церква Нуестро-Сеньйор-і-Сальвадор
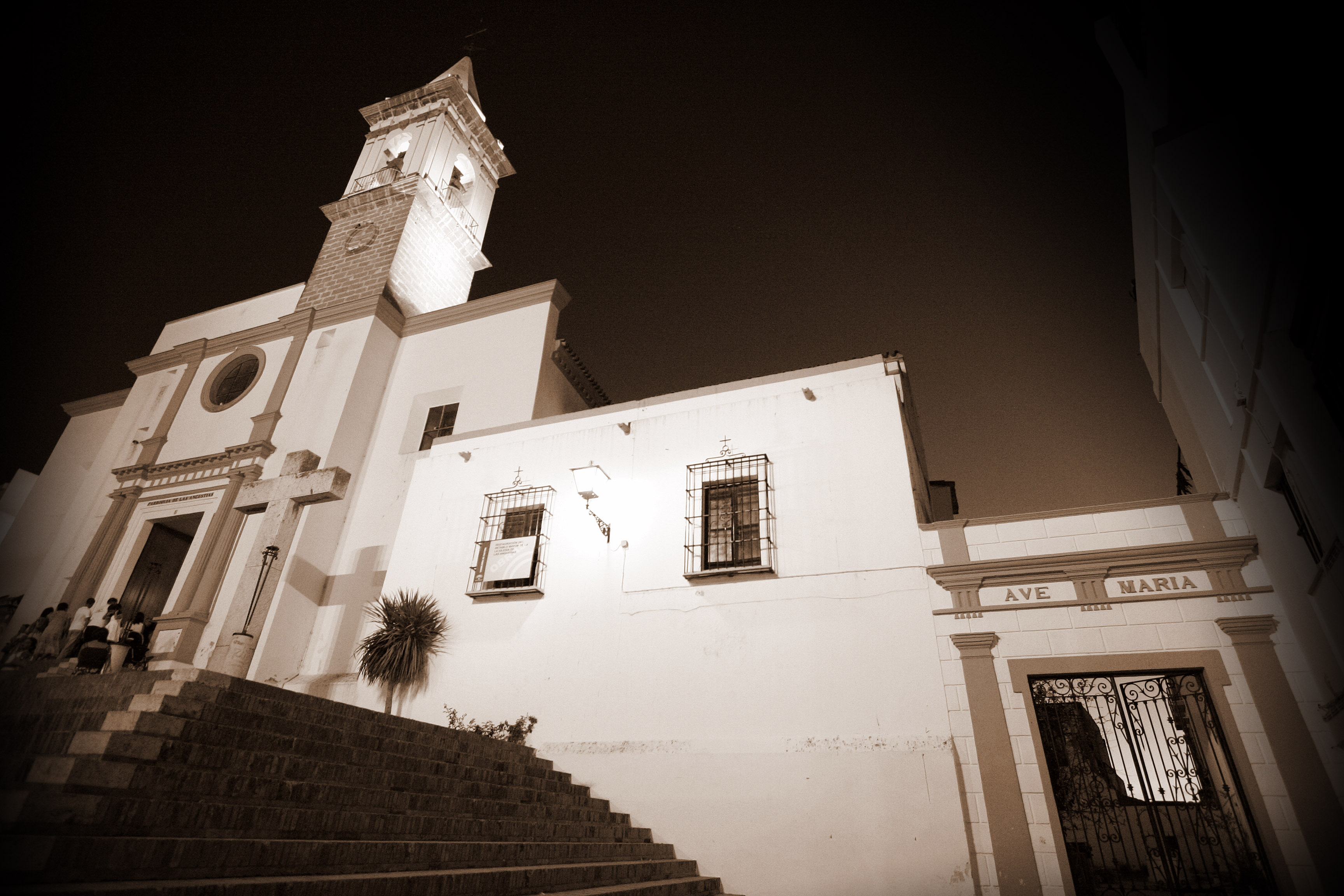
Парафіяльна церква Нуестра-Сеньйора-де-лас-Ангустіас, Аямонте
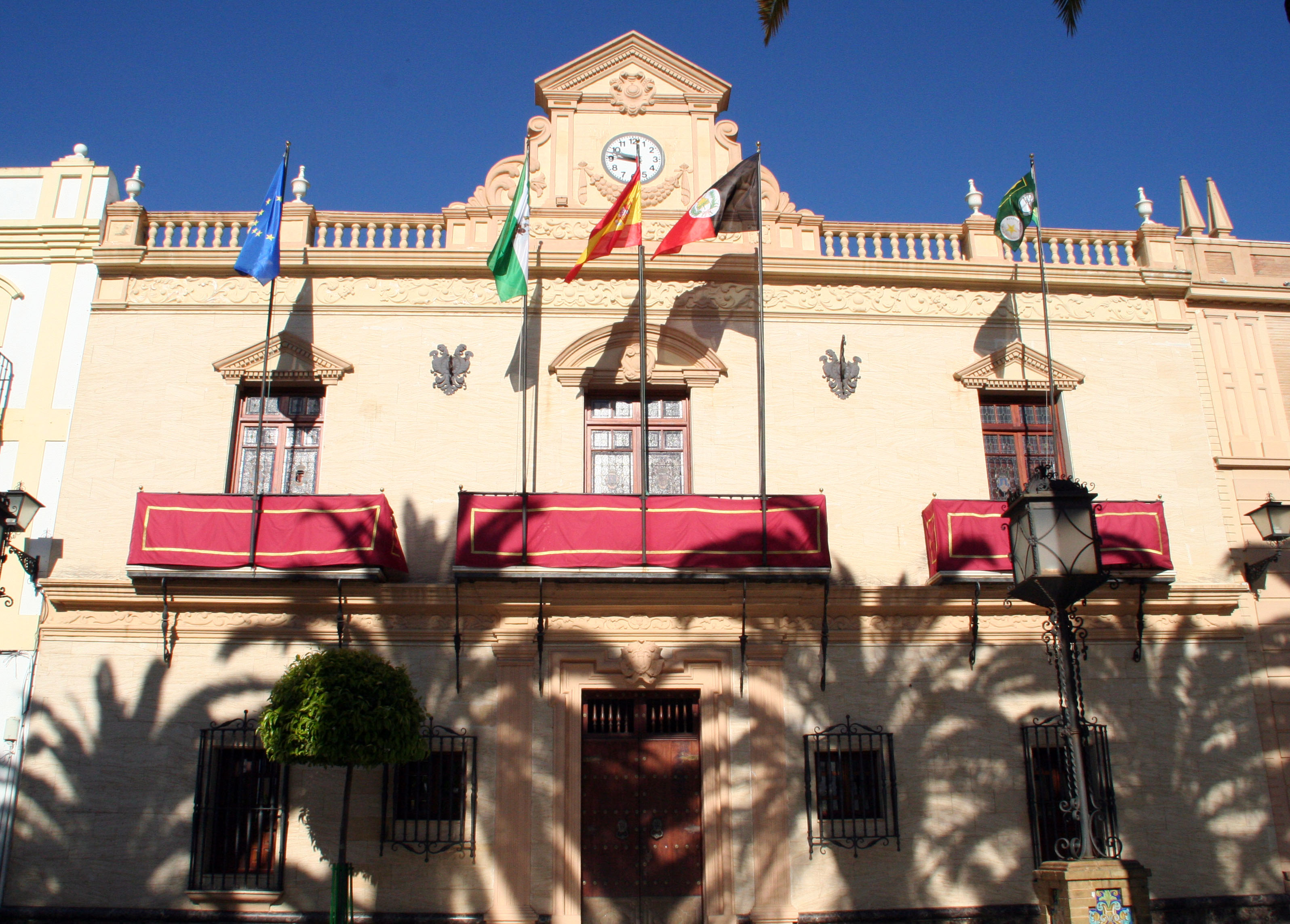
Муніципальна рада, Пласа-де-ла-Лагуна